# Neosalpingus brevis
Neosalpingus brevis là một loài bọ cánh cứng trong họ Salpingidae. Loài này được Lea miêu tả khoa học năm 1919.